# Blackburn Cubaroo
Le Blackburn T.4 Cubaroo (T pour torpilleur, 4 car c'était le quatrième avion de ce type conçu par Blackburn Aircraft) était un projet britannique d'avion militaire de l'entre-deux-guerres. 